# Christina Schwanitz

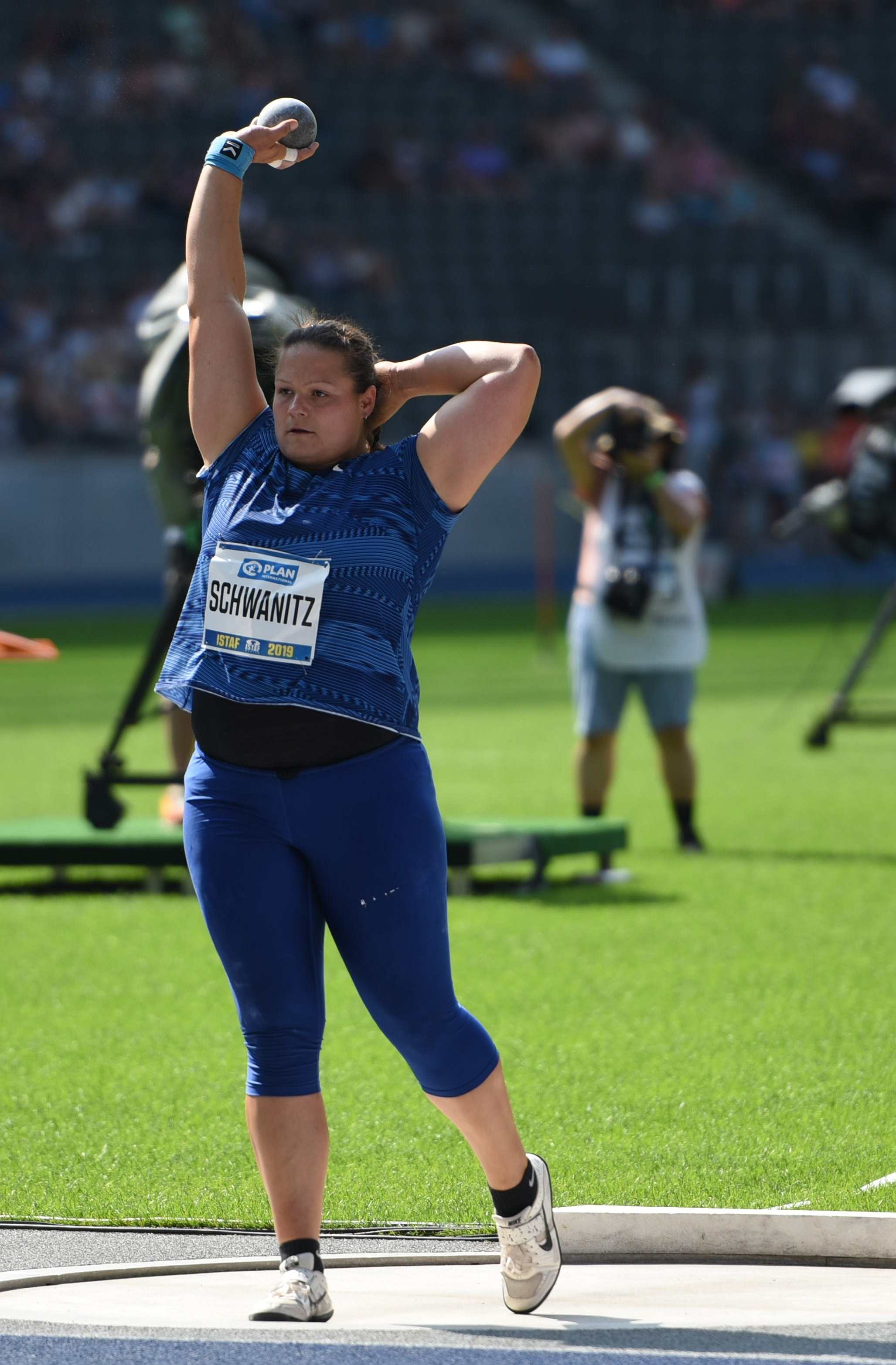
Christina Schwanitz, 2019

Christina Schwanitz (Dresda, 24 dicembre 1985) è una pesista tedesca, campionessa europea sia all'aperto che indoor.

## Palmarès
| Anno | Manifestazione    | Sede           | Evento         | Risultato | Prestazione | Note                                     |
| ---- | ----------------- | -------------- | -------------- | --------- | ----------- | ---------------------------------------- |
| 2004 | Mondiali juniores | Grosseto       | Getto del peso | Bronzo    | 16,52 m     |                                          |
| 2005 | Europei U23       | Erfurt         | Getto del peso | Argento   | 18,64 m     |                                          |
| 2005 | Mondiali          | Helsinki       | Getto del peso | 7ª        | 18,02 m     | [ 2 ]                                    |
| 2008 | Mondiali indoor   | Valencia       | Getto del peso | 6ª        | 18,55 m     |                                          |
| 2008 | Giochi olimpici   | Pechino        | Getto del peso | 9ª        | 18,27 m     |                                          |
| 2009 | Mondiali          | Berlino        | Getto del peso | 11ª       | 17,84 m     |                                          |
| 2011 | Europei indoor    | Parigi         | Getto del peso | Argento   | 18,65 m     |                                          |
| 2011 | Mondiali          | Taegu          | Getto del peso | 10ª       | 17,96 m     |                                          |
| 2012 | Mondiali indoor   | Istanbul       | Getto del peso | 10ª (q)   | 17,58 m     |                                          |
| 2012 | Europei           | Helsinki       | Getto del peso | 5ª        | 18,25 m     |                                          |
| 2012 | Giochi olimpici   | Londra         | Getto del peso | 10ª       | 18,47 m     |                                          |
| 2013 | Europei indoor    | Göteborg       | Getto del peso | Oro       | 19,25 m     |                                          |
| 2013 | Mondiali          | Mosca          | Getto del peso | Argento   | 20,41 m     | Miglior prestazione personale            |
| 2014 | Mondiali indoor   | Sopot          | Getto del peso | Argento   | 19,94 m     |                                          |
| 2014 | Europei           | Zurigo         | Getto del peso | Oro       | 19,90 m     |                                          |
| 2015 | Mondiali          | Pechino        | Getto del peso | Oro       | 20,37 m     |                                          |
| 2016 | Europei           | Amsterdam      | Getto del peso | Oro       | 20,17 m     | Miglior prestazione personale stagionale |
| 2016 | Giochi olimpici   | Rio de Janeiro | Getto del peso | 6ª        | 19,03 m     |                                          |
| 2018 | Europei           | Berlino        | Getto del peso | Argento   | 19,19 m     |                                          |
| 2019 | Europei indoor    | Glasgow        | Getto del peso | Argento   | 19,11 m     |                                          |
| 2019 | Mondiali          | Doha           | Getto del peso | Bronzo    | 19,17 m     |                                          |
| 2021 | Europei indoor    | Toruń          | Getto del peso | Bronzo    | 19,04 m     |                                          |
| 2021 | Giochi olimpici   | Tokyo          | Getto del peso | 14ª (q)   | 18,08 m     |                                          |

## Altre competizioni internazionali
2013
- Oro al Hallesche Halplus Werfertage ( Halle), getto del peso - 19,84 m
- Campionati europei a squadre di atletica leggera ( Gateshead)
- Oro agli Europei a squadre ( Gateshead), getto del peso - 19,30 m
- Argento al DN Galan ( Stoccolma), getto del peso - 19,26 m
- 4ª al Weltklasse Zürich ( Zurigo), getto del peso - 19,36 m
- Argento al Meeting ISTAF ( Berlino), getto del peso - 19,43 m

2014
- Oro al PSD Bank Meeting Düsseldorf ( Düsseldorf), getto del peso - 19,93 m
- Oro al Hallesche Halplus Werfertage ( Halle), getto del peso - 20,22 m
- Oro al IAAF World Challenge Beijing ( Pechino), getto del peso - 20,22 m
- Argento al Golden Gala ( Roma), getto del peso - 19,60 m
- Oro al Meeting Anhalt ( Dessau), getto del peso - 19,62 m
- Campionati europei a squadre di atletica leggera ( Braunschweig)
- Oro agli Europei a squadre ( Braunschweig), getto del peso - 19,43 m
- Argento al Meeting Herculis ( Monaco), getto del peso - 19,54 m
- Oro al Sainsbury's Anniversary Games ( Londra), getto del peso - 19,92 m
- Argento al British Athletics Grand Prix ( Birmingham), getto del peso - 19,27 m
- Oro al Meeting ISTAF ( Berlino), getto del peso - 19,53 m
- Argento al Memorial Van Damme ( Bruxelles), getto del peso - 19,86 m
- Oro in Coppa continentale ( Marrakech), getto del peso - 20,02 m

2015
- Oro al Sainsbury's Birmingham Grand Prix ( Birmingham), getto del peso - 19,68 m
- Oro all'ExxonMobil Bislett Games ( Oslo), getto del peso - 20,14 m
- Oro agli Europei a squadre ( Čeboksary), getto del peso - 19,82 m
- Vincitrice della Diamond League nella specialità del getto del peso (26 punti)